# Oconee (Illinois)
Oconee – wieś w Stanach Zjednoczonych, w stanie Illinois, w hrabstwie Shelby.